# Eudes de Nevers
Pour les articles homonymes, voir Eudes de Bourgogne.
Eudes de Bourgogne, dit Eudes de Nevers, né vers 1230/1231 et mort à Acre le 4 août 1266, comte de Nevers, d'Auxerre et de Tonnerre par mariage, fils aîné du duc Hugues IV de Bourgogne, est l'héritier du duché de Bourgogne. Sa mort en 1266, suivie de celle de son frère Jean l'année suivante, précipita une crise de succession dans le duché, puisque les deux frères, morts avant leur père, ne laissaient que des filles.

## Biographie

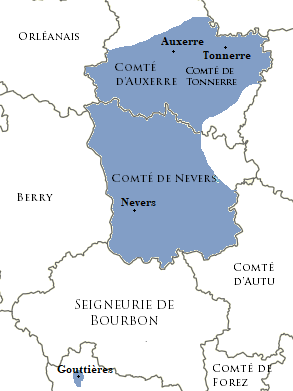
Domaine d'Eudes de Bourgogne vers 1250.

Fils aîné et héritier d'Hugues IV, duc de Bourgogne, et de sa première épouse, Yolande de Dreux, son père lui fit épouser en février 1248 Mathilde (1234 † 1262), héritière de Nevers, d'Auxerre et de Tonnerre, fille d'Archambaud IX de Dampierre, sire de Bourbon et de Yolande de Châtillon, héritière de Nevers, d'Auxerre et de Tonnerre.
S'il avait vécu plus longtemps, ce mariage aurait permis le rattachement de terres importantes au duché de Bourgogne, mais il mourut avant son père en ne laissant que des filles, et les destinées des trois comtés restèrent distincts de celle du duché. Le couple eut quatre filles :
- Yolande (1247-1280), comtesse de Nevers, mariée en premières noces à Jean de France, puis en secondes noces à Robert de Dampierre ;
- Marguerite (1249-1308), comtesse de Tonnerre, mariée en 1268 avec Charles Ier, comte d'Anjou et de Provence, roi de Sicile ;
- Alix (1254-1290), comtesse d'Auxerre, mariée en 1268 avec Jean Ier de Chalon († 1309) ;
- Jeanne, attestée en 1266, probablement morte en bas âge avant 1271[2].

Devenu veuf, Eudes se décide à prendre la croix pour aller combattre en Terre sainte. À l'automne 1265, le comte et Erard de Valéry emmènent avec eux un contingent d'une soixantaine de chevaliers et, arrivés à Acre le 20 octobre suivant, s'y s'établissent pour la défendre contre les entreprises du sultan. C'est dans cette ville qu'Eudes de Nevers meurt, le 4 août 1266. Il est inhumé au cimetière Saint-Nicolas d'Acre et son cœur est apporté à Cîteaux, nécropole traditionnelle des ducs de Bourgogne.
Selon le chroniqueur connu sous le nom de Templier de Tyr, Eudes de Nevers mourut en laissant à Acre une réputation de sainteté, les malades qui touchaient son monument funéraire étant guéris par miracle :

« Il avint en se dit an de .M. et .CC. et .LXV. de l'incarnasion de Crist que .I. saint home des haus barons de France quy fu conte de Nevers et le conte de Nantuel et messire Alart de Valerie et .lX. chevaliers de France si vindrent en la terre sainte de Surie et au servise de Dieu et plost a Nostre Seignor que se prodome conte de [Ne]ver(e)s morut a Acre et fist son testament de tout ce quy se trova dou sien de monoie et de harneis douner tout pour Dieu as povres gens; et saches que Nostre Seignor fist pour luy miracles car tous malades quy atouchoi[en]t a son monyment estoient tant tost guaris de lor maladie. »

Rutebeuf compose à l'occasion de cette mort une chanson funèbre, La Complainte du comte Eudes de Nevers entre août 1266 et mars 1267, probablement à la fin de l'année 1266. Il le cite aussi en exemple dans sa Nouvelle complainte d'outremer